# Зубцов Євген Микитович
Євге́н Мики́тович Зубцо́в (11 червня 1920, Єнакієве, Катеринославська губернія, Українська СРР — 1 травня 1986, Київ, Українська РСР, СРСР) — український композитор. Заслужений діяч мистецтв УРСР (1979). Нагороджений медалями.

## Життєпис
Закінчив композиторський факультет Київської консерваторії (1954, клас М. Вілінського).
Керував естрадними оркестрами (1945—1959).
З 1960 р. — на творчій роботі.
Був членом Національної спілки композиторів України.

## Фільмографія
Автор музики до 30 художніх фільмів, серед яких:
- «Шляхи і долі» (1955),
- «Перший парубок» (1958),
- «Їм було дев'ятнадцять...» (1960),
- «Фортеця на колесах» (1960),
- «Ми, двоє чоловіків» (1962),
- «Дивак-людина» (1962),
- «Королева бензоколонки» (1963),
- «Дні льотні» (1966),
- «Непосиди» (1967),
- «Експеримент лікаря Абста» (1968),
- «Де 042?» (1969),
- «Зоряний цвіт» (1971),
- «Ні дня без пригод» (1971),
- «Випадкова адреса» (1972),
- «Невідомий, якого знали всі» (1972),
- «Довіра» (1972),
- «Жодного дня без пригод» (1972),
- «Випадкова адреса» (1973),
- «Не віддавай королеву» (1975),
- «Алтунін приймає рішення» (1978, т/ф),
- «Мій генерал» (1979, т/ф, 2 а),
- «Капіж» (1981) та ін.